# 超級機器人大戰OG外傳
《超級機器人大戰OG外傳》（日语：スーパーロボット大戦OG外伝），是日本遊戲商萬普在2007年所發行的PlayStation 2專用戰略角色扮演遊戲，為同年發售的《超級機器人大戰OG ORIGINAL GENERATIONS》續作。簡稱「OG外傳」。

## 概要
本作為「超級機器人大戰系列」中，由原創角色們單獨組成的OG系列中的一作。PS2遊戲《超級機器人大戰OG ORIGINAL GENERATIONS》（下文簡稱OGs）的續篇，全36話，「日本遊戲大賞2007」Future部門得獎作品。
內容分為本篇的「故事模式」、能單獨遊玩的卡牌遊戲「洗牌戰士」和可自由欣賞各機體戰鬥畫面的「自由戰鬥模式」。故事模式內容是延續《OGs》中的「Episode 2 The Inspector」，將《OGs》也有收錄的「Episode 2.5 Unified Wisdom」的前半部分重編，並補足後半部分將整個章節完結的作品。
製作人寺田貴信表示：最初是計畫推出以洗牌戰士和自由戰鬥模式為主的Fan disc，但《OGs》中的「Episode 2.5」受到好評，製作方向就轉換為以「Episode 2.5」完整版為主的正統續作。不過劇情部分只是補完前作，故事本身也相對的短，所以讓本作掛上外傳的標題。
2008年4月，萬普的所有遊戲軟體事業移往母公司萬代南夢宮遊戲，故本作是最後一款由萬普名義發售的機器人大戰作品。
本作和《OGs》一樣沒有設計新角色當作主角。故事以《OGs》登場的吾妻吼太和羅亞、《R》的主角勞爾·古雷登以及《COMPACT3》的主角佛卡·阿爾巴克為主軸進行。《OGs》時沒有登場的《MX》角色和《第3次α》的主角叶斗真則是客串演出。

## 劇情簡介
在《OGs》的監察官與原生種之戰後不久，新型機為了更加強化神盾計畫進行了試運轉，卻陷入失控並挾持了一般民眾。主角們（鋼鐵號和飛龍改兩艦）為了救援民眾而前往「地獄門（日语：ヘルゲート）」，雖然總算是打倒了敵人首領，但接著現身的新敵人卻逼得兩艦不得不先行撤退。同時，宇宙空間了出現神秘劍狀物體「守護劍（日语：ソーディアン）」。與新的敵人：「修羅（日语：修羅）」和「杜米納斯（日语：デュミナス）」的戰火就此拉開序幕。

## 參戰作品
- DC戰爭系列
  - 第2次超級機器人大戰
  - 第3次超級機器人大戰
  - 第4次超級機器人大戰
  - 超級機器人大戰F／完結編
- α系列
  - 超級機器人大戰α
  - 超級機器人大戰α外傳
  - 第2次超級機器人大戰α
  - 第3次超級機器人大戰α 終焉之銀河
- COMPACT系列
  - 超級機器人大戰COMPACT2／超級機器人大戰IMPACT
  - 超級機器人大戰COMPACT3
- 任天堂攜帶機系列
  - 超級機器人大戰A
  - 超級機器人大戰R
- 其他超級機器人大戰系列
  - 魔裝機神
  - 新超級機器人大戰
  - 超級機器人大戰MX（新參戰）
  - 超級機器人大戰Scramble Commander
- 超級機器人大戰系列多媒體作品
  - 超级机器人大战ORIGINAL GENERATION THE ANIMATION（OVA動畫）
  - 超級機器人大戰OG -Divine Wars-（TV動畫）
  - 超級機器人大戰OG chronicle（日语：スーパーロボット大戦OGクロニクル）（漫畫）
- 超級機器人大戰系列以外作品
  - SD英雄大戰系列
  - 英雄戰記 奧林匹斯計劃（日语：ヒーロー戦記 プロジェクト オリュンポス）
  - 超級機器人Spirits（日语：スーパーロボットスピリッツ）

### 封面登場機体
括號內為該機體初次登場作品。
- ART-1（超級機器人大戰OG ORIGINAL GENERATIONS）
- 古鐵巨人（超級機器人大戰COMPACT2）
- 艾克薩蘭斯·前鋒（超級機器人大戰R）
- 雙界皇帝（超級機器人大戰OG ORIGINAL GENERATIONS）
- 塞巴斯塔（魔裝機神 THE LORD OF ELEMENTAL）
- 亞爾達巴特（超級機器人大戰COMPACT3）
- 龍虎王（第2次超級機器人大戰α）

## 遊戲系統
本篇（故事模式）部分和《OGs》幾乎沒有差別，詳細請參考《OGs》#遊戲系統

### 洗牌戰士
洗牌戰士（日语：シャッフルバトラー） 是可獨立於本篇遊玩的集換式卡牌遊戲，戰鬥系統繼承了1992年發售的FC遊戲《Shuffle Fight》，玩家透過收集由角色與機體構成的「單位卡」（日语：ユニットカード），以及由各種精神指令與強化套件構成的「指令卡」（日语：コマンドカード），組成牌組進行對戰，先將對手單位卡HP歸零的一方獲勝。除收集到的卡片上擁有的能力外，運氣（擲骰子）也會對先攻、後攻和攻擊力產生修正而影響勝負。
可透過將牌組儲存在PS2的記憶卡，再將記憶卡帶到其他玩家的PS2上讀取來實現玩家間的真人對戰。

### 自由戰鬥模式
可自由設定敵我雙方機體、駕駛員、使用武器和傷害量等條件，鑑賞《OGs》和《OG外傳》中的戰鬥動畫的額外模式。
和洗牌戰士相同，破關本篇後會追加可選用的機體。

## 工作人員
製作人
寺田貴信
宇田步
じっぱひとからげ
總監
早浚真澄
腳本
千住京太郎
青海研一
石神井練太郎
原創機體設計
宮武一貴
カトキハジメ（角木肇）
大張正己
大河原邦男
斉藤和衛
青木健太
藤井大誠（レイ・アップ）
大輪充
守谷淳一
富士原昌幸
津島直人
Mがんぢー
射尾卓弥
間垣亮太
高倉武史
八房龍之助
杉浦俊朗
安藤弘
小野聖二
金丸仁
土屋英寛
小林淳
森野健一郎
宝木新太郎
原創人物設計
河野さち子（シー・ピー・トムズ）
Mがんぢー
糸井美帆
歌津義明
八房龍之助
白川紋子

## 主題歌
和《OGs》使用相同的主題歌：OP《Rocks》、ED 《Portal》。

## 相關宣傳

### 電視廣告
阿修羅篇
雖著「佛卡·阿爾巴克（聲：松本保典）」以「切裂地球圈的巨大之劍～〈日语：）」開場的旁白撥放遊戲畫面的版本。
目擊篇
在字幕：「見證結局吧。〈日语：）」結束後播放遊戲畫面的版本。

### 陳列競賽
和《OGs》發售時相同，萬普在日本舉辦了「第三屆 機戰陳列競賽 ～超級機器人大戦OG 外傳～」〈日语：），對為本作特別佈置且自願參選的店家進行表揚。

### 首批生產限量特典
對購買首批商品的玩家加贈「Super Robot Wars OG Official Perfect File GAIDEN」，為A5大小、共24頁的設定資料集。並對上市10天內就購買並前往官網輸入序號的玩家贈送桌布並舉辦實體獎品的抽獎活動。

## 相關商品

### 攻略本
- 超級機器人大戦OG外傳 玩家天書〈日语：） ISBN 9784757739970
- 超級機器人大戦OG外傳 完美天書〈日语：） ISBN 9784757740716
- 超級機器人大戦OG外傳 The·完全導覽〈日语：） ISBN 9784840242059
- 超級機器人大戦OG外傳 完美導覽〈日语：） ISBN 9784797345698

### CD
超級機器人大戰OG -The Inspector- 原聲大碟
2011年3月23日由Lantis發售。
本作雖然有追加《OGs》沒有的新BGM，但並沒有發售專輯。直到2011年才以額外曲目的方式收錄在電視動畫《超級機器人大戰OG -The Inspector-》的原聲大碟中。